# Stellan Orrgård
Stellan Fredrik Albert Orrgård, född 3 maj 1900 i Göteborg, död 8 december 1966 i Danderyds församling, var en svensk lärare och läroboksförfattare.
Stellan Orrgård var son till möbelhandlaren Johan Albin Olsson och bror till Tage Orrgård. Efter studentexamen i Lund 1919 avlade han folkskollärarexamen i Växjö 1920 och filosofie kandidatexamen vid Lunds universitet 1927. Han var folkskollärare i Visby och Falkenberg 1920–1930 och övningslärare vid Växjö folkskoleseminarium 1930–1931. 1931–1940 var han överlärare i Stocksunds skoldistrikt och 1940–1946 folkskoleinspektör i Dalarnas södra inspektionsområde. Han var 1945–1948 verksam inom Svenska bokförlaget. Från 1949 var Orrgård folkskolinspektör i Roslagens inspektionsområde. Orrgård var ordförande i Södra Roslagskretsen av Sveriges allmänna folkskollärarförening 1934–1935, förbundssekreterare i Sveriges överlärarförening 1933–1940, vice ordförande i Stockholmstraktens lärobokskommitté under samma tid och var medlem av Sveriges scoutförbunds högkvarter 1943–1945. Orrgård framhävde i ett antal artiklar personlighetsfostrans betydelse i skolundervisningen. I festskriften till Axel Herrlin (1935) publicerade han Till frågan om personlighetsfostrans filosofiska förutsättningar. År 1936 genomförde han en undersökning om läroverkens inträdesprövningar och dessas återverkan på folkskolans arbetsförhållanden, vars resultat publicerades i boken High School Entrance-Tests and the Work of the Primary School (1937). I 1940 års skolutredning var Orrgård sakkunnig med särskild uppgift att utreda frågan om filmens användning i skolans tjänst. För Svensk filmindustri redigerade han ett nittiotal undervisningsfilmer. Orrgård författade även läroböcker. Han är begravd på Danderyds kyrkogård.